# Gnamptogenys regularis
Gnamptogenys regularis es una especie de hormiga del género Gnamptogenys, categorizada en la tribu Ectatommini, de la subfamilia Ectatomminae. Fue descrita por Mayr en 1870.

## Distribución
Se distribuye por América: Argentina, Brasil, Colombia, Costa Rica, Ecuador, Guayana Francesa, Guyana, Honduras, México, Nicaragua, Panamá, Paraguay, Perú, Surinam, Trinidad y Tobago y Venezuela.

## Hábitat
Habita en bosques húmedos montanos, selvas tropicales, sobre la vegetación, bosques ribereños y bosques lluviosos primarios, en el pasto, la hojarasca, sobre ramas y en la copa de los árboles. Se ha encontrado a elevaciones de 10 hasta 1090 m s. n. m.